# Архипелаг (мультфильм, 2021)
Архипелаг (англ. Archipelago) — канадский документальный анимационный фильм 2021 года, снятый режиссёром Феликсом Дюфур-Лаперрьером.

## Синопсис
Фильм, состоящий из рисунков и слов, рассказывающий о выдуманной стране и её жителях, через образ которой просвечивается знакомые очертания мира и времени, в котором мы живём.

## Выпуск
В команду аниматоров входили Малкольм Сазерленд, Филипп Локерби, Йенс Хан и Ева Цвиянович.
Премьера фильма состоялась в феврале 2021 года на Международном кинофестивале в Роттердаме, а премьера в Канаде — на Канадском международном фестивале документального кино в апреле. В коммерческий прокат фильм вышел 19 октября.

## Награды и номинации
Фильм получил приз жюри на Международном фестивале анимационных фильмов в Анси в 2021 году.
В 2022 году на 24-й церемонии награждения Quebec Cinema Awards он получил четыре номинации Prix Iris: за лучший документальный фильм, лучший монтаж, лучший звук и лучшую оригинальную музыку в документальном фильме.